# Roger de Lessert
Roger de Lessert, né le 11 septembre 1878 à Lavigny dans le canton de Vaud et mort en 1945 dans la même ville, est un zoologue, arachnologiste et entomologiste suisse.

## Biographie
Roger de Lessert est diplômé de l'Université de Genève en 1904 avec une thèse en zoologie sur la faune arachnologique des environs de Genève, suggérée par son professeur et mentor Émile Yung.
Les recherches poursuivit par Roger de Lessert dans la réalisation de sa thèse, le conduit à la découverte d'une soixantaine d'espèces nouvelles. Passionné dans le domaine arachnologique, il voyagea jusqu'en 1910 à travers la Suisse, se consacrant à la collection et au classement des araignées.
En 1908, il fut embauché au Muséum d'histoire naturelle de Genève parmi les collaborateurs des collections d'arthropodes et a contribué à les augmenter au fil du temps avec l'acquisition de milliers de spécimens.
En 1913, il devient membre de la Commission du Musée de Genève et occupe ce poste jusqu'en 1944. Pendant 11 ans, il est l'un des rédacteurs de la revue Revue suisse de Zoologie. Il résidait dans le village de Buchillon dans le canton de Vaud donnant sur le Léman.
Dans la période entre 1913 et 1922, il participa à plusieurs expéditions en Afrique Centrale, notamment dans les régions du Kilimanjaro, chez les Massai. De là est né un travail important en six parties qui a grandement enrichi la connaissance de l'arachnofaune de ces zones lui permettant de découvrir et de décrire de nombreuses espèces jamais étudiées auparavant.

## Taxons nommés en son honneur
- Lessertia Smith, 1908, genre de la famille des Linyphiidae
- Lessertina Lawrence, 1942, genre de la famille des Eutichuridae
- Lessertinella Denis, 1947, genre de la famille des Linyphiidae
- Pellolessertia Strand, 1929, genre de la famille des Salticidae
- Acantharachne lesserti Giltay, 1930, espèce de la famille des Araneidae
- Diores lesserti (Lawrence, 1940), espèces de la famille des Zodariidae
- Schenkelia lesserti Berland & Millot, 1941, espèce de la famille des Salticidae

## Taxons décrits
Genres et sous-genres :
- Avakubia Lessert, 1927
- Berlandia Lessert, 1921
- Depreissia Lessert, 1942
- Hermipella Lessert, 1936
- Hewittia Lessert, 1928
- Paramodunda Lessert, 1925
- Paramystaria Lessert, 1919
- Parapostenus Lessert, 1923
- Parazilia Lessert, 1938
- Schenkelia Lessert, 1927
- Trogloctenus Lessert, 1935, originellement décrit comme un sous-genre de Ctenus Walckenaer, 1805

Espèces, sous-espèces, variétés et formes :
- Acantharachne giltayi Lessert, 1938
- Aethriscus pani Lessert, 1930
- Agelena leucopyga kiboschensis Lessert, 1915
- Agelena leucopyga niangarensis Lessert, 1927
- Agelena raymondeae Lessert, 1915
- Anahita cambridgei Lessert, 1915
- Anahita faradjensis Lessert, 1929
- Anahita strandi Lessert, 1929
- Anchonastus gertschi Lessert, 1946
- Andromma raffrayi inhacorense Lessert, 1936
- Aneplasa borlei Lessert, 1933
- Aporoptychus decoratus Lessert, 1938
- Aporoptychus machadoi Lessert, 1938
- Araneus bucheti Lessert, 1930
- Araneus bucheti var. avakubiensis Lessert, 1930
- Araneus bucheti var. flexuosa Lessert, 1930
- Araneus hirsti Lessert, 1915
- Araneus holzapfelae Lessert, 1936
- Araneus lawrencei Lessert, 1930
- Araneus neufvilleorum Lessert, 1930
- Araneus stanleyi Lessert, 1930
- Araneus tatianae Lessert, 1938
- Ariadna mbalensis Lessert, 1930
- Asemesthes affinis Lessert, 1933
- Asemesthes hertigi Lessert, 1933
- Avakubia castanea Lessert, 1927
- Berlandia longipes Lessert, 1921
- Brachyphaea berlandi Lessert, 1915
- Brachyphaea hulli Lessert, 1921
- Brachyphaea proxima Lessert, 1921
- Brancus bevisi Lessert, 1925
- Caloctenus caporiaccoi Lessert, 1946
- Caloctenus ghesquierei Lessert, 1946
- Caponia chelifera Lessert, 1936
- Castianeira kibonotensis Lessert, 1921
- Castianeira mestrali Lessert, 1921
- Centromerus subalpinus Lessert, 1907
- Ceto tridentata Lessert, 1923
- Cheiracanthium africanum Lessert, 1921
- Cheiracanthium hewitti Lessert, 1921
- Cheiracanthium hoggi Lessert, 1921
- Cheiracanthium kibonotense Lessert, 1921
- Cheiracanthium ludovici Lessert, 1921
- Cheiracanthium natalense Lessert, 1923
- Cheiracanthium verneti Lessert, 1929
- Cispius affinis Lessert, 1916
- Cispius ambiguus Lessert, 1925
- Cispius bidentatus Lessert, 1936
- Cispius minor Lessert, 1928
- Cispius simoni Lessert, 1915
- Clubiona abbajensis kibonotensis Lessert, 1921
- Clubiona africana Lessert, 1921
- Clubiona annuligera Lessert, 1929
- Clubiona bevisi Lessert, 1923
- Clubiona godfreyi Lessert, 1921
- Clubiona kiboschensis Lessert, 1921
- Clubiona kulczynskii Lessert, 1905
- Clubiona revilliodi Lessert, 1936
- Clubiona sjostedti Lessert, 1921
- Clubiona sjostedti spinigera Lessert, 1921
- Clubiona umbilensis Lessert, 1923
- Cnephalocotes dahli Lessert, 1909
- Copa benina nigra Lessert, 1933
- Cosmophasis fagei Lessert, 1925
- Ctenus cavaticus var. minor Lessert, 1929
- Ctenus fagei Lessert, 1935
- Ctenus spectabilis Lessert, 1921
- Cydrela kenti Lessert, 1933
- Cydrela nasuta Lessert, 1936
- Cydrelichus giltayi Lessert, 1929
- Cyrba boveyi Lessert, 1933
- Cyrtarachne finniganae Lessert, 1936
- Deinopis giltayi Lessert, 1930
- Dendryphantes hewitti Lessert, 1925
- Depreissia myrmex Lessert, 1942
- Dictyna peteri Lessert, 1933
- Dieta leruthi Lessert, 1943
- Diores triarmatus Lessert, 1929
- Doliomalus berlandi Lessert, 1938
- Dolomedes crosbyi Lessert, 1928
- Dolomedes gracilipes Lessert, 1928
- Dolomedes smithi Lessert, 1916
- Epidius denisi Lessert, 1943
- Episinopsis bishopi Lessert, 1929
- Episinopsis marignaci Lessert, 1933
- Euprosthenops armatus garambensis Lessert, 1928
- Euprosthenops pavesii Lessert, 1928
- Euprosthenops proximus Lessert, 1916
- Evarcha chappuisi Lessert, 1925
- Evarcha chubbi Lessert, 1925
- Festucula lawrencei Lessert, 1933
- Gongylidiellum kulczynskii Lessert, 1909
- Gongylidiellum simoni Lessert, 1904
- Habrocestum rubroclypeatum Lessert, 1927
- Hahnia rouleti Lessert, 1915
- Hahnia rouleti var. annulata Lessert, 1915
- Hasarinella berlandi Lessert, 1925
- Hasarius biprocessiger Lessert, 1927
- Hasarius roeweri Lessert, 1925
- Hedypsilus lawrencei Lessert, 1938
- Heliophanus ambiguus Lessert, 1925
- Heliophanus crudeni Lessert, 1925
- Heliophanus giltayi Lessert, 1933
- Heliophanus orchestioides Lessert, 1925
- Heriaeus latifrons Lessert, 1919
- Hermipella gibbosa Lessert, 1936
- Hermippus schoutedeni Lessert, 1938
- Hewittia gracilis Lessert, 1928
- Hilaira carli Lessert, 1907
- Hippasa affinis Lessert, 1933
- Hippasa funerea Lessert, 1925
- Holcolaetis vidua Lessert, 1927
- Hyllus africanus Lessert, 1927
- Hyllus bevisi Lessert, 1925
- Hyllus carbonarius Lessert, 1927
- Hyllus congoensis Lessert, 1927
- Hyllus marleyi Lessert, 1925
- Idiops schenkeli Lessert, 1938
- Ischyropsalis carli Lessert, 1905
- Landana kratochvili Lessert, 1938
- Langona rufa Lessert, 1925
- Larinia bartelsi Lessert, 1933
- Larinia denisi Lessert, 1938
- Larinia faradjensis Lessert, 1930
- Larinia hewittii Lessert, 1930
- Larinia simillima Lessert, 1915
- Larinia tibelloides Lessert, 1930
- Lepthyphantes baebleri Lessert, 1910
- Leptorchestes reimoseri Lessert, 1927
- Leucauge medjensis Lessert, 1930
- Lycosa chamberlini Lessert, 1927
- Lycosa ehnii Lessert, 1933
- Lycosa entebbensis Lessert, 1915
- Lycosa hewitti Lessert, 1915
- Lycosa hewitti f. minor Lessert, 1915
- Lycosa hoggi Lessert, 1925
- Lycosa sjöstedti Lessert, 1925
- Lycosa urbana meruensis Lessert, 1925
- Mangora spillmanni Lessert, 1933
- Marengo kibonotensis Lessert, 1925
- Maypacius petrunkevitchi Lessert, 1933
- Medmassa laurenti Lessert, 1946
- Medmassa proxima Lessert, 1923
- Medmassa vidua Lessert, 1923
- Menemerus congoensis Lessert, 1927
- Menemerus lesnei Lessert, 1936
- Merenius alberti Lessert, 1923
- Merenius proximus Lessert, 1929
- Merenius proximus quadrimaculatus Lessert, 1946
- Merenius simoni Lessert, 1921
- Merenius solitarius Lessert, 1946
- Meta gertschi Lessert, 1938
- Mimetus fernandi Lessert, 1930
- Minosia berlandi Lessert, 1928
- Misumena nana Lessert, 1933
- Misumena tuckeri Lessert, 1919
- Myrmarachne foreli Lessert, 1925
- Myrmarachne kiboschensis Lessert, 1925
- Myrmarachne maerens Lessert, 1925
- Myrmarachne milloti Lessert, 1936
- Myrmarachne natalica Lessert, 1925
- Nemoscolus affinis Lessert, 1933
- Nemoscolus cotti Lessert, 1930
- Nomisia dalmasi Lessert, 1928
- Nomisia monardi Lessert, 1933
- Olios aristophanei Lessert, 1936
- Olios biarmatus Lessert, 1925
- Olios chubbi Lessert, 1923
- Olios correvoni Lessert, 1921
- Olios correvoni choupangensis Lessert, 1936
- Olios faesi Lessert, 1933
- Olios floweri Lessert, 1921
- Olios freyi Lessert, 1929
- Olios pacifer Lessert, 1921
- Olios sherwoodi Lessert, 1929
- Olios sjostedti Lessert, 1921
- Olios triarmatus Lessert, 1936
- Oxyopedon fronticornis Lessert, 1927
- Oxyopedon kulczynskii Lessert, 1915
- Oxyopedon strandi Lessert, 1923
- Oxyopes affinis Lessert, 1915
- Oxyopes angulitarsus Lessert, 1915
- Oxyopes bedoti Lessert, 1915
- Oxyopes berlandorum Lessert, 1915
- Oxyopes bonneti Lessert, 1933
- Oxyopes bothai Lessert, 1915
- Oxyopes chapini Lessert, 1927
- Oxyopes coccineoventris Lessert, 1946
- Oxyopes cornifrons avakubensis Lessert, 1927
- Oxyopes falconeri Lessert, 1915
- Oxyopes hoggi Lessert, 1915
- Oxyopes jacksoni Lessert, 1915
- Oxyopes longipalpis Lessert, 1946
- Oxyopes schenkeli Lessert, 1927
- Oxyopes singularis Lessert, 1927
- Oxyopes sjostedti Lessert, 1915
- Oxyopes tuberculatus Lessert, 1915
- Oxyopes tuberculatus mombensis Lessert, 1915
- Oxyopes uncinatus Lessert, 1915
- Oxyopes vanderysti Lessert, 1946
- Oxyopes vogelsangeri Lessert, 1946
- Pachyballus variegatus Lessert, 1925
- Palpimanus crudeni Lessert, 1936
- Palpimanus giltayi Lessert, 1936
- Palystes affinis Lessert, 1921
- Palystes kibonotensis Lessert, 1921
- Parabomis martini Lessert, 1919
- Paramodunda thyenioides Lessert, 1925
- Paramystaria decorata Lessert, 1919
- Paramystaria variabilis Lessert, 1919
- Parapostenus hewitti Lessert, 1923
- Parazilia strandi Lessert, 1938
- Pardosa karagonis nivicola Lessert, 1925
- Pardosa schenkeli Lessert, 1904
- Pasilobus laevis Lessert, 1930
- Pellenes dahli Lessert, 1915
- Pellenes purcelli Lessert, 1915
- Peucetia fasciiventris kibonotensis Lessert, 1915
- Peucetia langi Lessert, 1927
- Philodromus grosi Lessert, 1943
- Philodromus partitus Lessert, 1919
- Philodromus victor Lessert, 1943
- Phlegra trifoveolata Lessert, 1927
- Phlegra tristis Lessert, 1927
- Pholcus leruthi Lessert, 1935
- Phrynarachne melloleitaoi Lessert, 1933
- Platyoides lawrencei Lessert, 1936
- Plexippus auberti Lessert, 1925
- Pochyta simoni Lessert, 1925
- Poecilochroa faradjensis Lessert, 1929
- Portia kenti Lessert, 1925
- Portia solitaria Lessert, 1927
- Procopius affinis Lessert, 1946
- Procopius quaerens Lessert, 1946
- Prodidomus domesticus Lessert, 1938
- Prodidomus maximus Lessert, 1935
- Proevippa strandi Lessert, 1925
- Pseudevippa plumipes Lessert, 1936
- Pseudicius festuculaeformis Lessert, 1925
- Rhene cooperi Lessert, 1925
- Rhomphaea affinis Lessert, 1936
- Rothus faradjensis Lessert, 1928
- Runcinia johnstoni Lessert, 1919
- Runcinia proxima Lessert, 1919
- Runcinia sjoestedti Lessert, 1919
- Scelidocteus berlandi Lessert, 1930
- Schenkelia modesta Lessert, 1927
- Scytodes fourchei Lessert, 1939
- Scytodes lawrencei Lessert, 1939
- Selenops lesnei Lessert, 1936
- Selenops radiatus peryensis Lessert, 1936
- Selenops sponsae Lessert, 1933
- Simaetha castanea Lessert, 1927
- Simorcus cotti Lessert, 1936
- Smeringopus carli Lessert, 1915
- Smeringopus lesnei Lessert, 1936
- Smodicinus affinis Lessert, 1943
- Spencerella lineata var. sexmaculata Lessert, 1916
- Stenaelurillus hirsutus Lessert, 1927
- Stenaelurillus uniguttatus Lessert, 1925
- Stephanopis congoensis Lessert, 1943
- Stiphropus affinis Lessert, 1923
- Stiphropus minutus Lessert, 1943
- Stiphropus monardi Lessert, 1943
- Synema abnorme Lessert, 1923
- Synema berlandi Lessert, 1919
- Synema campestratum faradjensis Lessert, 1928
- Synema nigrotibiale Lessert, 1919
- Synema reimoseri Lessert, 1928
- Synema simoneae Lessert, 1919
- Synema vallottoni Lessert, 1923
- Syrisca longicaudata Lessert, 1929
- Tapinocyba affinis Lessert, 1907
- Taranucnus ghidinii Lessert, 1906
- Telamonia aequipes longirostris Lessert, 1925
- Telamonia aequipes minor Lessert, 1925
- Tetragnatha strandi Lessert, 1915
- Tetragnatha tullgreni Lessert, 1915
- Tetragonophthalma simoni Lessert, 1916
- Thalassius guineensis var. annulata Lessert, 1928
- Thalassius tuckeri Lessert, 1923
- Thomisus chubbi Lessert, 1919
- Thomisus dalmasi Lessert, 1919
- Thomisus ghesquierei Lessert, 1943
- Thomisus lesnei Lessert, 1936
- Thomisus milloti Lessert, 1943
- Thomisus quadrituberculatus Lessert, 1943
- Thomisus weberi Lessert, 1923
- Thyene magdalenae Lessert, 1927
- Thyene ogdeni nyukiensis Lessert, 1925
- Tibellus kibonotensis Lessert, 1919
- Tibellus vossioni armata Lessert, 1928
- Tibellus vossioni var. minor Lessert, 1919
- Tmarus africanus Lessert, 1919
- Tmarus bedoti Lessert, 1928
- Tmarus berlandi Lessert, 1928
- Tmarus bonneti Lessert, 1943
- Tmarus foliatus Lessert, 1928
- Tmarus malleti Lessert, 1919
- Tmarus natalensis Lessert, 1925
- Tomocyrba sjostedti Lessert, 1925
- Torania fagei Lessert, 1929
- Torania montandoni Lessert, 1929
- Trachelas chubbi Lessert, 1921
- Trachelas pusillus Lessert, 1923
- Trachelas schenkeli Lessert, 1923
- Tularosa plumosa Lessert, 1925
- Tusitala barbata longipalpis Lessert, 1925
- Tusitala emertoni Lessert, 1925
- Tusitala lutzi Lessert, 1927
- Typhochrestus simoni Lessert, 1907
- Uloborus angolensis Lessert, 1933
- Viciria lawrencei Lessert, 1927
- Viciria peckhamorum Lessert, 1927
- Voraptus affinis Lessert, 1925
- Voraptus extensus Lessert, 1916
- Xysticus fagei Lessert, 1919
- Xysticus schoutedeni Lessert, 1943
- Zenonina rehfousi Lessert, 1933

## Publications
- Roger de Lessert, « Observations sur les Araignées du Bassin du Léman et de quelques autres localités suisses », Revue suisse de zoologie, MHNG, vol. 12,‎ 1904, p. 269–450 (ISSN 0035-418X, DOI 10.5962/BHL.PART.75168).
- Roger de Lessert, « Note sur trois espèces d'araignées du genre Drassodes Westring », Revue suisse de zoologie, MHNG, vol. 13,‎ 1905a, p. 185–194 (ISSN 0035-418X, DOI 10.5962/BHL.PART.82521).
- 1905b - Arachniden Graubündens. Revue Suisse de Zoologie vol.13, p. 621–661
- 1906 - Araneae. In: Carl, J. (ed.) Beitrag zur Höhlenfauna der insubrischen Region. Revue Suisse de Zoologie vol.14, p. 601–615
- 1907 - Notes arachnologiques. Revue Suisse de Zoologie vol.15, p. 93–128
- 1909 - Note sur deux araignées nouvelles de la famille des Argiopidae. Revue Suisse de Zoologie vol.17, p. 79–83
- 1910a - Arachniden. In: Babler, E. (ed.) Die wirbellose terrestrische Fauna der nivalen Region. Revue Suisse de Zoologie vol.18, p. 875–877 e p. 906–907
- 1910b - Catalogue des invertébrés de la Suisse. Fasc. 3, Araignées. Musée d'histoire naturelle de Genève, p. 1–635
- 1915a - Arachnides de l'Ouganda et de l'Afrique orientale allemande. (Voyage du Dr J. Carl dans la region des lacs de l'Afrique centrale). Revue Suisse de Zoologie vol.23, p. 1–80
- 1915b - Araignées du Kilimandjaro et du Merou. 1. Oxyopidae et Agelenidae. (Resultats scientifiques de la Mission zoologique suedoise au Kilimandjaro, au Merou, etc. (1905-1906) sous la direction du prof. Dr Yngve Sjosted). Revue Suisse de Zoologie vol.23, p. 439–533
- Roger de Lessert, « Araignées du Kilimandjaro et du Mérou (suite). II. Pisauridae », Revue suisse de zoologie, MHNG, vol. 24,‎ 1916, p. 565–620 (ISSN 0035-418X, DOI 10.5962/BHL.PART.4647).
- Roger de Lessert, « Araignées du Kilimandjaro et du Mérou (suite). III. Thomisidae », Revue suisse de zoologie, MHNG, vol. 27,‎ 1919, p. 99–234 (ISSN 0035-418X, DOI 10.5962/BHL.PART.36325).
- Roger de Lessert, « Araignées du Kilimandjaro et du Mérou (suite). IV. Clubionidae », Revue suisse de zoologie, MHNG, vol. 28,‎ 1921, p. 381-442 (ISSN 0035-418X, DOI 10.5962/BHL.PART.11858).
- Roger de Lessert, « Araignées du Sud de l'Afrique », Revue suisse de zoologie, MHNG, vol. 30, no 6,‎ 1923, p. 161–212 (ISSN 0035-418X, DOI 10.5962/BHL.PART.117786).
- Roger de Lessert, « Araignées du Kilimandjaro et du Mérou (suite). V. Salticidae », Revue suisse de zoologie, MHNG, vol. 31, no 12,‎ 1925a, p. 429–528 (ISSN 0035-418X, DOI 10.5962/BHL.PART.117792).
- Roger de Lessert, « Araignées du Sud de l'Afrique (Suite) », Revue suisse de zoologie, MHNG, vol. 32,‎ 1925b, p. 323–365 (ISSN 0035-418X, DOI 10.5962/BHL.PART.117932).
- Roger de Lessert, « Araignées du Kilimandjaro et du Mérou (suite et fin). VI. Lycosidae », Revue suisse de zoologie, MHNG, vol. 33,‎ 1926, p. 335–357 (ISSN 0035-418X, DOI 10.5962/BHL.PART.117606).
- 1927 - Araignées du Congo (Première partie). Revue Suisse de Zoologie vol.34, p. 405–475
- 1928 - Araignées du Congo recueillies au cours de l'expédition par l'American Museum (1909-1915). Deuxième partie. Revue Suisse de Zoologie vol.35, p. 303–352
- 1929 - Araignées du Congo recueillies au cours de l'expédition organisée par l'American Museum (1909-1915). Troisième partie. Revue Suisse de Zoologie vol.36, p. 103–159
- 1930 - Araignées du Congo recueillies au cours de l'expédition par l'American Museum (1909-1915). Quatrième et dernière partie. Revue Suisse de Zoologie vol.37, p. 613–672
- 1933 - Araignées d'Angola. (Resultats de la Mission scientifique suisse en Angola 1928-1929). Revue Suisse de Zoologie vol.40 (4), p. 85–159.
- 1935 - Description de deux araignées cavernicoles du Congo belge. Revue de Zoologie et de Botanique Africaines vol.27, p. 326–332
- 1936 - Araignées de l'Afrique orientale portugaise, recueillies par MM. P. Lesne et B.-B. Cott. Revue Suisse de Zoologie 43, p. 207–306
- 1938 - Araignées du Congo belge (Première partie). Revue de Zoologie et de Botanique Africaines vol.30, p. 424–457
- 1939 - Araignées du Congo belge (Deuxième partie). Revue de Zoologie et de Botanique Africaines vol.32, p. 1–13.
- 1942 - Araignées myrmecomorph du Congo Belge. Revue Suisse de Zoologie vol.49, p. 7–13
- 1943 - Araignées du Congo Belge (III). Revue Suisse de Zoologie vol.50, p. 305–338
- 1946 - Araignées du Congo Belge. Revue Suisse de Zoologie vol.58, p. 204–225

## Pour approfondir